# Кутузово (Гурьевский район)
Кутузово — посёлок в Гурьевском городском округе Калининградской области. Входит в состав Кутузовского сельского поселения.

## Население
| 2002 | 2010 |
| ---- | ---- |
| 101  | ↗104 |

## История
В 1910 году во Фройлайнхофе проживало 48 человек.
В 1950 году Фройлайнхоф был переименован в поселок Кутузово.